# Jardín de cemento
Jardín de cemento es una novela escrita por Ian McEwan en 1978. El título original es The Cement Garden ('El jardín de cemento'). En 1993 fue adaptada como una película del mismo nombre, dirigida por Andrew Birkin, protagonizada por Charlotte Gainsbourg y Andrew Robertson. Una cita del guion (líneas del personaje de Gainsbourg en la película) es incluida en la introducción de la canción de Madonna "What It Feels Like for a Girl", lanzada en 2001.

## Reseña
El padre de cuatro niños muere y al poco tiempo la madre también. Para evitar ser separados y enviados a un orfanato, los niños ocultan la muerte de su madre encerrando su cadáver en un bloque de cemento en el sótano. Los dos hermanos mayores, una chica y un chico adolescentes, se envuelven en una relación incestuosa, mientras el hermano más pequeño comienza a experimentar el travestismo. 
El narrador es Jack, de quince años, que tiene dos hermanas y un hermano: Julie, de diecisiete años, Sue, de trece, y Tom, de seis. Jack describe cómo él y Julie jugaban cuando eran menores con su hermana Sue. El juego consistía en quitarle la ropa a Sue para inspeccionar sus partes íntimas como si fueran científicos estudiando una nueva forma de vida. Después Jack menciona que deseaba inspeccionar también a su hermana mayor, pero no estaba permitido.
Cuando Julie comienza a salir con un hombre llamado Derek, lo invita a su casa. Jack siente celos y se muestra hostil hacia él. Derek se interesa más y más en lo que está escondido en el sótano, pero los niños intentan ocultárselo. Cuando el olor comienza a emanar desde abajo, él los ayuda a resellar el baúl donde su madre está escondida. Después Jack se entera de que Derek le dijo a Tom que su madre estaba escondida en el sótano.
La historia alcanza su clímax cuando Jack entra desnudo a la habitación de Julie, aparentemente sin plena conciencia de lo que hacía. Sólo Tom se encuentra ahí, e inician una charla. Poco después llega Julie, pero no aparenta sorpresa ni dice mucho de la desnudez de Jack, sólo bromea diciendo: «Es grande». 
Se sientan en la cama y hablan en voz baja, mientras se acercan más y más íntimamente. Pronto Julie se encuentra sosteniendo su pecho y ofreciéndolo a Jack, que termina por cerrar sus labios en el pezón de Julie. Justo en ese momento, Derek entra, remarca que lo ha visto todo, y los llama «enfermos». Cuando se va, ellos tienen relaciones sexuales. Se escucha un ruido sordo, y Sue les dice que Derek está rompiendo el bloque de cemento. Ellos comienzan a hablar, recordando a su madre, después de un rato se quedan dormidos, y más tarde la luz de patrullas ilumina la habitación.

## Adaptaciones cinematográficas y teatrales
Esta novela fue adaptada como guion de película, con el mismo nombre, en 1993. Este filme fue dirigido por Andrew Birkin, y protagonizado por Charlotte Gainsbourg y Andrew Robertson. En marzo de 2008, fue adaptada por primera para el teatro, por la compañía FallOut Theatre en Cambridge.